# Mikazuki (canción)
«Mikazuki» es el cuarto sencillo de Ayaka. En su primera semana vendió 40.091 copias debutando en el n.º 1 de los charts de Oricon. Ha vendido 108 500 copias hasta la fecha.
- Datos: Q1065433